# Herbert Mitscha-Märheim
Herbert Mitscha-Märheim (* 7. Februar 1900 in Wien; † 8. Dezember 1976 ebenda) war ein österreichischer Prähistoriker, Mittelalterarchäologe und Gutsbesitzer.

## Leben
Mitscha-Märheim studierte ab dem Wintersemester 1918/19 an der Universität Wien Österreichische Geschichte und Urgeschichte und promovierte im Dezember 1922. Im Jahre 1924 wurde er zum Leiter der Kulturwissenschaftlichen Abteilung des Niederösterreichischen Landesmuseums bestellt, musste aber 1927 diesen Beruf aufgeben und das väterliche Gut übernehmen. Die wissenschaftliche Tätigkeit, die er seit seinen Studien betrieb, wurde nebenbei aufrechterhalten und zeitigte einige wichtige publizistische Früchte. Im Jahre 1951 habilitierte sich Mitscha mit einer Untersuchung über „Die Herkunft der Baiern“ für Nichtrömische Archäologie des 1. Jahrtausends in Mitteleuropa. 
Mitscha-Märheim veröffentlichte rund 160 wissenschaftliche Untersuchungen. Sein 1963 erschienenes Buch Dunkler Jahrhunderte goldene Spuren gilt als sein Hauptwerk und ist bis heute ein unübertroffenes Lehrbuch für Frühgeschichtsinteressenten. 
Mitscha erforschte in jungen Jahren auch die nähere Umgebung seiner Heimat Mistelbach im Weinviertel und verwahrte seine Sammlungen im Schloss Ebendorf. Diese musealen Bestände wurden nach Kriegsende 1945 fast zur Gänze vernichtet.
Mitscha-Märheim war korrespondierendes Mitglied der Österreichischen Akademie der Wissenschaften und Träger zahlreicher Auszeichnungen. Zu nennen ist vor allem das 1970 durch den Bundespräsidenten verliehene Ehrenkreuz für Wissenschaft und Kunst.
Sein Schüler Herwig Friesinger konnte das gewichtige und richtungweisende Erbe erfolgreich bis in die Gegenwart fortsetzen. Friesinger veröffentlichte gemeinsam mit seinem Lehrer auch einige Untersuchungen und war dem in seinen letzten Lebensjahren fast erblindeten Forscher auch in menschlicher Hinsicht sehr behilflich.

## Auszeichnungen
- 1968 Wissenschaftspreis des Landes Niederösterreich, Würdigungspreis der Geisteswissenschaft

## Werke
- Grabfunde der Voraunjetitz-Zeit aus Mistelbach, Wiener Prähistorische Zeitschrift 13, 1926.
- Der Oberleiserberg, Ebendorf 1937.
- Drei frühbronzezeitliche Depotfunde aus dem Bezirk Mistelbach, Archaeologia Austriaca 7, 1950.
- Das germanische Brandgräberfeld am Galgengrund in Mistelbach, Archaeologia Austriaca 19/20, 1956.
- Der Awarenfriedhof von Leithaprodersdorf, 1957.
- Die ur- und frühgeschichtliche Besiedlung des nö. Weinviertels, Mitteilungen der Österreichischen Arbeitsgemeinschaft für Ur- und Frühgeschichte XIII, Wien 1962, S. 35ff.
- Dunkler Jahrhunderte goldene Spuren (Die Völkerwanderungszeit in Österreich), Wien 1963.
- Die Ausgrabungen in der Wallburg „Schanze“ in Thunau bei Gars, NÖ., Österreichische Zeitschrift für Kunst und Denkmalpflege XXII, 1968, S. 48ff. (mit Herwig Friesinger).
- Eine kleine Geschichte von Ebendorf bei Mistelbach, NÖ., Horn 1971.
- Zur Geschichte der älteren Liechtensteiner und ihres Besitzes in Niederösterreich, Jahrbuch der Heraldisch-Genealogischen Gesellschaft „Adler“, 1971/74, 3. Folge, Band 8, S. 19ff.
- Germanen am mittleren Donaulimes. Die Römer an der Donau, Noricum und Pannonien, Katalog des Niederösterreichischen Landesmuseums, Neue Folge 55, Petronell 1973, S. 117ff. (mit Herwig Friesinger).
- Die mittelalterlichen Bauten auf dem Mistelbacher Kirchenberg, in: Mistelbach Geschichte, Band I, 1974, S. 83ff.